# Solve
Singles de dream
Believe in You
(2001) Our Time
(2001)
Solve  est le huitième single du groupe féminin de J-pop dream, produit par Masato Matsūra, dont les paroles sont écrites par l'une des chanteuses, Mai Matsumoro. Il sort le 23 mai 2001 au Japon sous le label avex trax, trois mois seulement après le précédent single du groupe, Believe in You. Il atteint la 17e place du classement Oricon, et reste classé pendant trois semaines.
Le maxi-single contient en fait six titres : une chanson originale, sa version instrumentale, trois versions remixées, et une version remixée d'une des chansons inédites parues sur l'album Dear... sorti trois mois auparavant : Sincerely.
La chanson-titre a été utilisée comme générique de fin de l'émission Pinpapa de la chaine NTV, et comme thème musical pour la promotion japonaise du film américain Little Nicky. Elle figurera sur le deuxième album du groupe, Process, qui sortira un an plus tard. Une vidéo homonyme contenant le clip vidéo de la chanson-titre sortira cinq mois plus tard, le 31 octobre 2001, aux formats VHS et DVD.

## Membres
- Mai Matsumoro
- Kana Tachibana
- Yū Hasebe

## Liste des titres
CD
1. solve (Original mix)
2. sincerely (AQUA Mix)
3. solve (Beatwave Anthem Mix)
4. solve (Dub's Floor Mix Pop Tune 002)
5. solve (Conmo remix 4.17)
6. solve (Instrumental)

DVD / VHS
1. solve (clip vidéo)